# Batalla de Hereford
La Batalla de Hereford se luchó en 760 en Hereford (Herefordshire, Inglaterra). El conflicto continuó décadas de hostilidad entre los reinos galeses de Brycheiniog, Gwent y Powys con Ethelbaldo de Mercia y Coenred de Wessex, e implicó a los ejércitos de Mercia y galeses. Los galeses derrotaron al ejército de Mercia y quedaron libre del control anglosajón.
Qué reino galés dirigió la ofensiva es incierto. Ambos reyes Now I Hen de Brycheiniog y Eliseg de Powys han sido señalados como candidatos.